# Gran Premi de l'Índia
El Gran Premi de l'Índia és una cursa d'automobilisme de velocitat que forma part del Campionat Mundial de Fórmula 1 i té lloc al Circuit Internacional de Buddh, ubicat a Greater Noida (Uttar Pradesh).

## Història
El juliol del 2007 es va proposar que podria construir-se un circuit a Greater Noida per albergar una carrera de la Fórmula 1.
Al setembre del 2007, van ser proposats 2 llocs:Sohna (Haryana) i Greater Noida (Uttar Pradesh) per albergar una carrera per la temporada 2010.
A l'octubre del 2007 la FIA va signar un contracte amb JPSK Sports Private Limited per organitzar una carrera de Fórmula 1 en l'Índia.

## Disseny
Consta d'un traçat de 5,137 km - 60 voltes (308,220 km)- i compta amb 16 corbes.
Se li calcula una capacitat per 150.000 espectadors amb possibilitat d'ampliar-se fins als 200.000.

## Guanyadors
| Any  | Data         | Pilot            | Equip            | Circuit          | Resultats |
| ---- | ------------ | ---------------- | ---------------- | ---------------- | --------- |
| 2012 | 28 d'octubre | Sebastian Vettel | Red Bull-Renault | Circuit de Buddh | Resultats |
| 2011 | 30 d'octubre | Sebastian Vettel | Red Bull-Renault | Circuit de Buddh | Resultats |